# تام فولپ
توماس چارلز فولپ (به انگلیسی: Thomas Charles Fulp؛ زادهٔ ۳۰ آوریل ۱۹۷۸) برنامه‌نویس آمریکایی می‌باشد که بیشتر به‌عنوان یکی از بنیان‌گذاران شرکت بازی ویدئویی دی بهیموت و به‌خاطر تأسیس وبگاه نیوگراندز شناخته می‌شود.